# Kostel Narození Panny Marie (Malá Chuchle)
Kostel Narození Panny Marie v Malé Chuchli (též Jména Panny Marie v Praze–Malé Chuchli) je postaven na troskách bývalého kostela raně gotického či ještě románského původu. Takto vzniklý pozdně barokní kostel byl v roce 1774 vysvěcen.
Do roku 1948 byl objekt nazýván kostel Jména Panny Marie. Původně byl spravován zbraslavským děkanským úřadem. Od roku 1974 je kostel Narození Panny Marie filiálním kostelem římskokatolické farnosti u kostela svatého Filipa a Jakuba (Praha 5 – Hlubočepy). Během údržby a rekonstrukce všech kostelů ve farnosti (v letech 1992 až 1995) byly během června 1994 a prosince 1995 provedeny rekonstrukční práce i na tomto objektu, které si vyžádaly náklady 3 milióny Kč. Během těchto oprav byla snaha odstranit havarijní stav kostela i jeho vnitřního vybavení (následky neodborné rekonstrukce ze 70. let 20. století, vlhkost, zatékání srážkové vody) a práce zahrnovaly i restaurování varhan a nástěnných obrazů.
V současné době kostel využívá řeckojazyčná obec české pravoslavné církve. 

## Historie

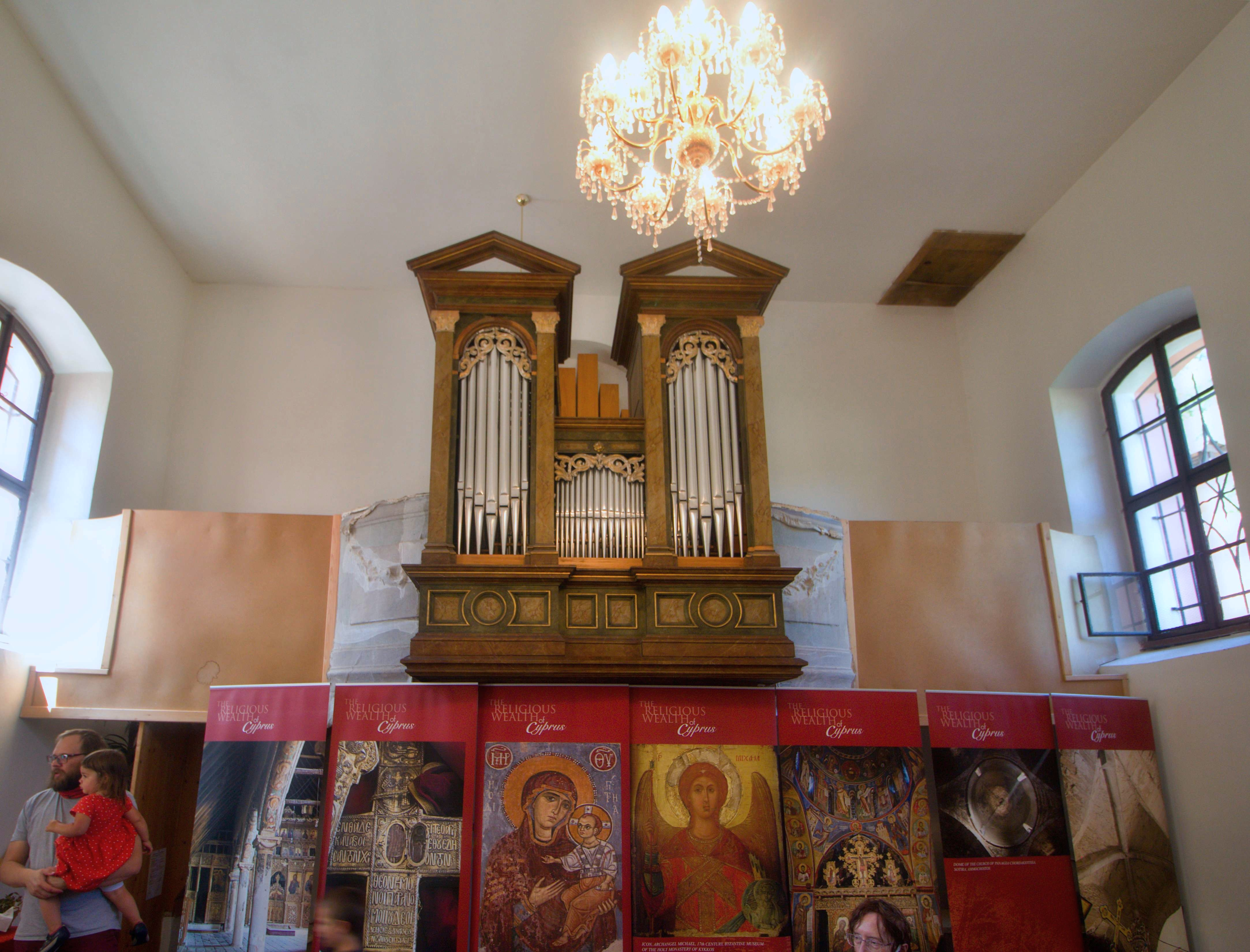
Varhany a výzdoba v kostele

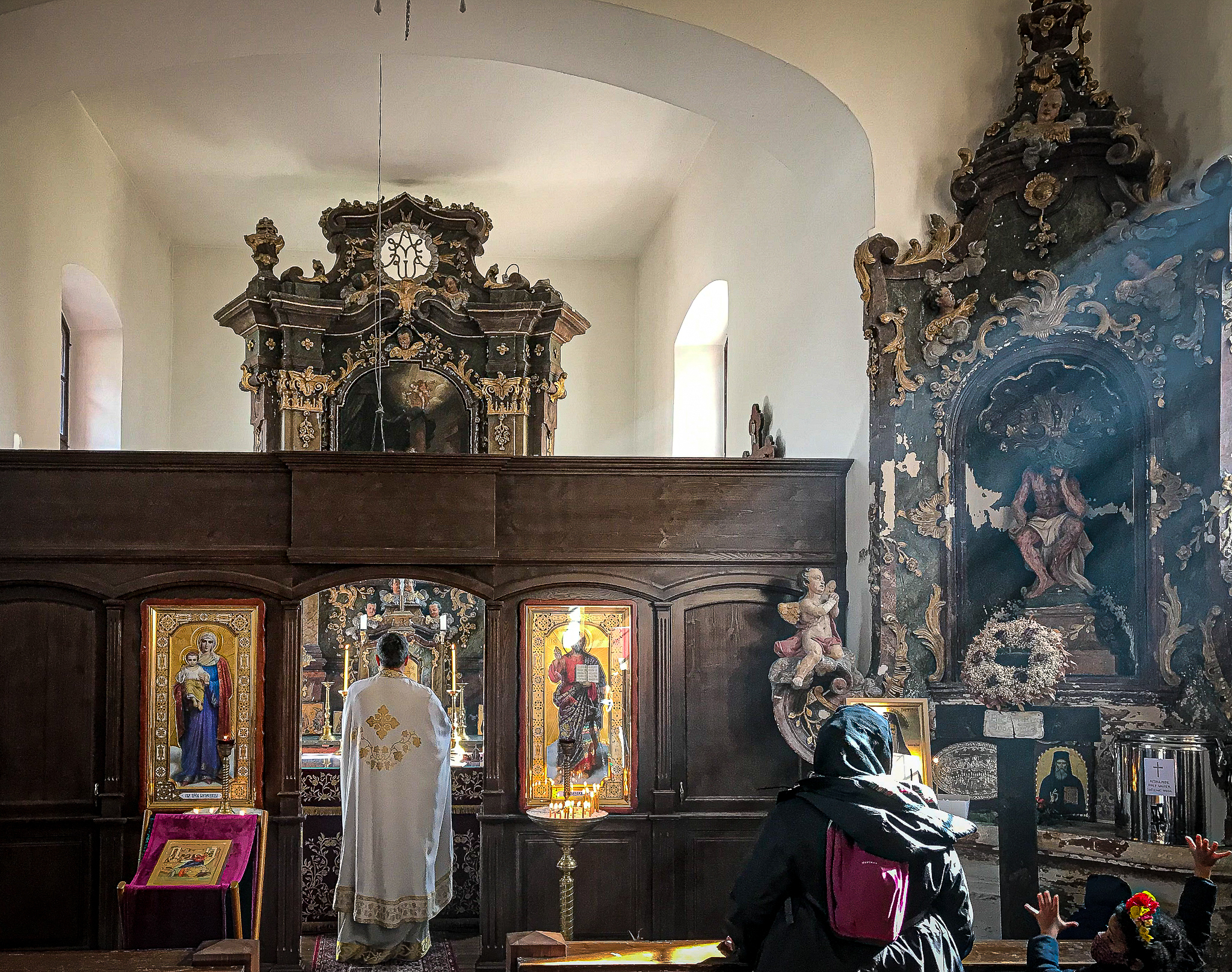
O. Kyril při liturgii před ikonostasem

### Původní kostel
Podle některých zpráv pocházejí první zmínky o kostele již z roku 1132. Podle pramenů z pozdější doby zde v roce 1264 stával farní kostel. O jeho výzdobě se nedochovaly žádné historické zmínky, jeho stavební podoba byla ale tradiční, sestávající z pravoúhlých půdorysných tvarů. Tento kostel postoupil v roce 1298 pražský biskup Řehoř Zajíc z Valdeka do správy Zbraslavskému klášteru. Tento klášter získal na základě darovací listiny Václava II. z roku 1304 obě chuchelské vsi (Malou i Velkou). Během husitských válek (1419–1434) byl Zbraslavský klášter roku 1420 vypálen. Po husitských válkách (1419–1434) v kostele sloužili kněží podobojí. Zbraslavský klášter sice získal v roce 1455 kostel zpět do své působnosti, ale duchovní správa zde již nebyla obnovena. Základy kostela zasahovaly až do míst, kde se nacházela spodní voda. Nedostatečná izolace základů kostela umožňovala její vzlínání zdivem, což způsobovalo neodstranitelnou vlhkost kostelních stěn. I přes několikeré opravy kostela nakonec jeho nosná konstrukce vlivem vlhka zchátrala natolik, že se celý kostel zřítil.

### Nový kostel
Ze sutin starého (původně románského) kostela a z dalšího materiálu byl vybudován násep do patřičné výše tak, aby nový pozdně barokní kostel Jména Panny Marie, postavený na tomto náspu v roce 1774 (v době rozkvětu okolo se nacházejících lázní ), již nebyl v dosahu podzemních vod a netrpěl vlhkostí. Vnitřní vybavení a zařízení původního kostela bylo postupem času odvezeno a v roce 1774 nebylo dostupné, takže bylo pro nový kostel pořízeno zcela nové vnitřní kostelní vybavení v rokokovém slohu (z velké části z finančních darů lázeňských hostů). Nový kostel byl vysvěcen dne 7. září 1774 opatem cisterciáckého kláštera ve Zbraslavi Celestinem Stoyem.

#### Popis kostela
Kostel má obdélníkovou (podélnou) loď a mírně odsazený čtvercový presbytář. Jeho půdorys v podstatě dosti přesně kopíruje půdorysné dispozice původního románského kostela. Členěná fasáda je zdobena kasulovými okny (okna ve tvaru kněžského ornátu, latinsky casula). Na východním a západním průčelí se nacházejí volutové barokní štíty. Absence kostelní věže je vyvážena existencí na střeše umístěné lucernové kovové věžičky, jež je kryta cibulovitou bání. Ve věžičce se nachází dvojice zvonů. Větší zvon pochází z roku 1708, je zasvěcen svatému Bernardovi a nese latinský nápis: „Haec campana in honorem B. V. M. et s. Bernardi fusa Wolfgango abbate Aulae Regiae anno 1708“. Druhý zvon menších rozměrů (hruběji zpracovaný) je zasvěcen svaté Barboře a je označen: „J. G. K. (= Kühner) 1775“. Vchod do kostela vede z jižní strany a je rámován dvěma špaletovými okny, která jsou analogická s okny umístěnými na severní stěně kostela. Interiér kostel je vybaven pozdně barokním či rokokovým zařízením, které je v současnosti (2019) doplněno také novodobým nábytkem. Štukem zdobený hlavní oltář je pozdně barokní (rokokový) a je ozdoben obrazem „Narození Panny Marie“ z roku 1774. Na stranách hlavního oltáře se nacházejí vchody (vstupy za oltář) ozdobené pozlacenými sochami andělů datovaných do téhož roku. Vlevo od hlavního oltáře (na evangelijní straně) byla původně barokní kazatelna, která se dodnes nedochovala. Vpravo od hlavního oltáře (na epištolní straně) ve výklenku je umístěna socha zbičovaného Spasitele. Vybavení interiéru doplňují kostelní varhany, které jsou sice z roku 1850, ale jejich zpracování se snaží „býti ve shodě se slohem kostela.“

## Poznámka
V roce 2019 je kostelík Narození Panny Marie svěřen římskokatolickou církví do užívání malé křesťanské obci, řeckojazyčné pravoslavné farnosti v Praze působící v chrámu Narození Přesvaté Bohorodice Panny Marie, Praha 5 – Malá Chuchle), kterou tvoří převážně řecky mluvící věřící. Tato farnost spadá pod Pravoslavnou církev v českých zemích a na Slovensku, konkrétně pod Pražskou eparchii. S povolením úřadu památkové péče nyní probíhá rekonstrukce vnitřních prostor kostelíka a opravy jeho vnějších fasád.